# Ban Thakkapang
Ban Thakkapang – wieś położona w południowo-wschodnim Laosie, w prowincji Attapu, w dystrykcie Xaysetha.